# Observatori de Niça
L'Observatori de Niça és un observatori astronòmic situat a Niça, França, en el cim del mont Gros. L'observatori es va començar a construir l'any 1879 pel banquer Raphaël Bischoffsheim. L'arquitecte va ser Charles Garnier mentre que Gustave Eiffel va dissenyar la cúpula.
El telescopi refractor de 76 cm (30") construït per Henry i Gautier va començar a operar l'any 1887 sent el major en un observatori d'ús privat i el primer a aquesta elevada altitud (325m). Encara que tenia la mateixa obertura que el telescopi refractor de l'observatori de Púlkovo a l'Imperi Rus, el telescopi francès es trobava a major altitud. Tots dos havien pres el lloc del telescopi de 69 cm de l'Observatori de Viena però tots dos van ser desbancats un any més tard pel telescopi de 91 cm. (36") de l'Observatori Lick.
Henri Joseph Anastase Perrotin fou el seu primer director (1880–1904) i va descobrir varis asteroides des d'aquest observatori.
L'observatori ja no existeix com a institució científica independent, fusionant-se l'any 1986 amb el CERGA (Centre de Investigació en geodinàmica i astrometria de França) per formar l'Observatori de la Costa Blava.
L'observatori de Niça apareix a la pel·lícula Simon Sez de 1999.